# Hespereburia
Hespereburia is een kevergeslacht uit de familie van de boktorren (Cerambycidae). De wetenschappelijke naam van het geslacht werd voor het eerst geldig gepubliceerd in 1991 door Tavakilian & Monné.

## Soorten
Hespereburia omvat de volgende soorten:
- Hespereburia balouporum Tavakilian & Monné, 1991
- Hespereburia blancheti Dalens & Tavakilian, 2009
- Hespereburia brachypa (Bates, 1870)